# Juan Manuel Cañizares
Juan Manuel Cañizares (Sabadell, Barcelona, 4 de mayo de 1966) es un guitarrista español de flamenco y nuevo flamenco. 

## Biografía
En 1982, ganó el primer premio en el Certamen Nacional de Guitarra de Jerez. Entre ese año y 1989 colaboró con músicos principalmente del flamenco y el jazz: Enrique Morente, Camarón de la Isla, María Pagés, Pepe de Lucía, Joan Manuel Serrat, Alejandro Sanz, Rocío Jurado, Peter Gabriel, Al DiMeola, Mike Stern, Peter Erskine, Vince Mendoza, Michael Brecker, Marc Almond, La Fura dels Baus y The Chieftains entre otros. 
En 1989, realizó una gira con el grupo de pop El Último de la Fila. En ese año Cañizares entró a formar parte del grupo de Paco de Lucía, en donde permaneció diez años y actuó en muchos países. Igualmente participó en la grabación del disco de Paco de Lucía Concierto de Aranjuez. Cañizares ha colaborado en un gran número de grabaciones y ha editado seis discos como solista. 
Desde 2003 es maestro de guitarra flamenca en la Escuela Superior de Música de Cataluña. A lo largo de las dos últimas décadas ha viajado dado conciertos en Japón, Estados Unidos y numerosas ciudades europeas y colaborando en distintos proyectos artísticos y musicales. 
En 2011, Cañizares interpretó el Concierto de Aranjuez bajo la dirección de Sir Simon Rattle con la Orquesta Filarmónica de Berlín en su Concierto Europeo celebrado en el Teatro Real de Madrid, España.

## Discografía propia

### Discos como solista
- Noches de Imán y Luna (1997).
- Original Transcription of Isaac Albéniz (1999).
- Punto de Encuentro (2000).
- Suite Iberia - Albéniz por Cañizares (2007).
- Cuerdas del Alma (2010).
- Goyescas - Granados por Cañizares (2012).
- Rodrigo por Cañizares (2019).

### Colaboraciones
- El Último de la Fila: Cuando la pobreza entra por la puerta, el amor salta por la ventana (1985).
- El Último de la Fila: Nuevas Mezclas (1987).
- El Último de la Fila: Como la Cabeza al Sombrero (1988).
- Camarón de la Isla: Autorretorato (1990).
- Jesús Heredia con Juan Manuel Cañizares: Una Antigua Voz sin Hora (1991).
- Morenito de Íllora con Juan Manuel Cañizares: Morenito de Íllora con Cañizares (1991).
- Diego Carrasco: A tiempo (1991).
- Paco de Lucía: Concierto de Aranjuez (1991).
- El Potito: Macandé (1992).
- A Week in the Real World Part 1 (1992).
- La Marelu: Fiesta en el Cielo con Camarón (1992).
- Carlos Saura: Sevillanas (1992).
- Albert Pla: No solo de Rumba Vive el Hombre (1992).
- La Lola se va a los Puertos (Banda sonora de la película) (1993).
- Jazzpaña (1993).
- Los Jóvenes Flamencos vol.III (1994).
- Sal Marina: Callejón de los Trapos (1995).
- Carlos Saura: Flamenco (Banda sonora de la película) (1995).
- Niña Pastori: Entre Dos Puertos (1995).
- Niña Pastori: Tú me Camelas (single) (1996).
- Enrique Morente: Omega (1996).
- Pepe de Lucía: El Orgullo de mi Padre (1996).
- Los Jóvenes Flamencos vol.V (1996).
- salvador Niebla: Azul (1997).
- Malú: Aprendiz (1998).
- Los Jóvenes Flamencos vol.VI (1996).
- María Serrano: Mi Carmen Flamenca (1998).
- Enrique Morente: Morente Lorca (1998).
- Manzanita: Por tu Ausencia (1998).
- Enrique Morente: De Granada a la Luna (1998).
- Niña Pastori: Eres Luz (1998).
- Carlos Núñez: Os Amores Libres (1999).
- Carlos Cano: De lo Perdido y Otras Coplas (2000).
- Es Flamenco Es (2000).
- Duquende: Samaruco (2000).
- Kepa Junkera: Maren (2001).
- Estrella Morente: Calle del Aire (2001).
- Marina Heredia: Me Duele, Me Duele (2001).
- Crónicas Marcianas: Las 101 Canciones más Flamencas (2001).
- Cantan las Guitarras (2001).
- Chanson Flamenca (2001).
- Flamenco Passion Duende & Fiesta (2002).
- Mucho Flamenco (2002).
- Remedios Amaya: Sonsonate (2002).
- Hevia: Étnico ma non Troppo (2003).
- Con Poderío Nuestro Mejor Flamenco (2003).
- Unity (CD Oficial de Juegos Olímpicos de Atenas 2004) (2004).
- Curro Piñana: De la Vigilia al Alba (2004).
- Neruda en el Corazón (2004).
- Camarón de la Isla: Alma y Corazón Flamencos (2004).
- Carmen París: La Jotera lo Serás Tú (2005).
- Enrique Morente: Enrique Sueña la Alhambra (2005).
- José Mercé: Lo que no se da (2006).
- Manu Tenorio: Entenderás (2006).
- Malú: Desafío (2006).
- Franc O'Shea: Alkimia (2006).
- Carlos Núñez: Cinema do MAr (2007).
- José Mercé: Grandes Éxitos (2007).
- Malú: Gracias (2007).
- Peter Gabriel: Big Blue Ball (2008).
- Mauricio Sotelo: Como Llora el Agua (2008).
- Los 100 mejores Flamencos (2010).